# Philippe Huysman d'Annecroix
Philippe Joseph Marie Ghislain Huysman d’Annecroix (Brussel, 12 januari 1777 - 4 mei 1848) was lid van het Belgisch Nationaal Congres.

## Levensloop
Huysman was de zoon van Chrétien Huysman, heer van Annecroix, en van Michèle de Pape van de heren van Waarbeek. In 1817 verkreeg Philippe Huysman adelserkenning en opname in de ridderschap van Zuid-Brabant.
Onder het Verenigd Koninkrijk der Nederlanden was hij lid van de Tweede Kamer en Staatsraad in buitengewone dienst. Hij was voordien ook lid van de Provinciale Staten van Zuid-Brabant en werd er gedeputeerde en gouverneur ad interim. Hij was ook lid van de Algemene raad van Burgerlijke godshuizen en armenzorg in Brussel.
In oktober 1830 werd hij door de kiezers van het arrondissement Brussel verkozen tot lid van het Nationaal Congres. Hij werd er quaestor, maar nam geen enkele maal het woord in de openbare zittingen. Zijn stemgedrag was als volgt: tegen de eeuwigdurende uitsluiting van de Nassaus, hetgeen hem onder de orangisten deed catalogeren, ook al stemde hij mee voor de onafhankelijkheidsverklaring van België. In de eerste stemming voor een staatshoofd behoorde hij tot de kleine groep die voor Karel van Oostenrijk stemde en dus duidelijk verlangde naar een terugkeer van het Oostenrijkse regime. Hij stemde ook voor Surlet de Chokier als regent. Op 30 maart 1831 nam hij, zonder opgave van reden, ontslag. Zijn opvolger was een Huysman de Neufcour, maar die liet weten dat hij vanwege veelvuldige afwezigheden niet kon aanvaarden. Met hem was de lijst van opvolgers uitgeput en moest opnieuw een verkiezing plaatsvinden.
Jonkheer Huysman, die vrijgezel bleef, verdween in een anoniem bestaan. Zijn zus, Thérèse Huysman d'Annecroix (1782-1835), bleef eveneens ongetrouwd en werd de weldoenster van de gemeente Roborst en van de kerkgemeenschap aldaar.